# Església vella del Mas Vidal
L'Església vella del Mas Vidal és una obra preromànica de Sant Climent de Peralta, al municipi de Forallac (Baix Empordà) (abans municipi de Vulpellac), protegida com a Bé Cultural d'Interès Local.

## Descripció
Edifici religiós.- Ruïnes de l'església preromànica de Sant Climent de Peralta, vora el Mas Vidal per al qual han estat adaptades per a magatzem o pallissa. En una petita vall molt amagada de les Gavarres. L'edifici era d'una nau, capçalera trapezial i fals creuer (transsepte elevat i no sobresortint en planta). De la nau en resta únicament dempeus part del mur lateral N, amb l'arrencada de la volta i la pilastra adossada d'un arc toral. El transsepte i l'absis es conserven enterament, si bé en mal estat. Aquests dos espais són coberts amb voltes ultrapassades. A l'absis - a llevant i migdia- i al mur S del creuer hi ha finestres d'arcs de muntants avançats (a l'intradós de la darrera s'hi veuen minsos vestigis de pintura mural). Els arcs triomfal i toral són del tot tardanament; se'n arrencaren les dovelles i els carreus dels muntants. Es conserva el fastigial elevat de la capçalera i bona part de la coberta de lloses de pissarra de la part que es manté dempeus. El parament és de rebles o morter que en alguns punts es disposen en filades horitzontals i d'altres són inclinats; lliguen amb grans carreus escairats a les cantonades, alguns dels quals han estat arrabassats amb el perill que això comporta de noves ensulsiades.

## Història
La "cellullam sancti Clementis" era un cenobi ja existent l'any 844, data d'un precepte de Carles "el Calb". En un diploma de Carloman del 881 la cel·la "Sancti Clementis cum Petra Alta" apareix com a possessió de la Seu de Girona, igualment que en un altre de Carles "el Simple" del 898. Hom ignora que s'hi extingí la vida monàstica de la qual no es parla posteriorment. Del 1137 és l'evacuació de l'església feta pe Dalmau de Peratallada a favor de Berenguer, bisbe de Girona. A les "Rationes Decimarum" del segle xiii i als nomenclàtors diocesans del XIV hi consta com a parroquial. L'actual parroquial és uns 2km. al N de l'antiga; fou bastida entre 1737 i 1751. El motiu el desplaçament fou, probablement un cert canvi en la distribució del poblament dispers del terme i potser propiciat també pel mal estat del temple preromànic. A l'indret de la cel·la de Sant Climent s'hi ha descobert testimonis d'una necròpolis amb sepultures de tègula. Al segle passat s'hi descobrí un sarcòfag de pedra antropomorf que es pot veure a migdia de les ruïnes. Fa pocs anys el Grup d'Art i Treball del Baix Empordà netejà de vegetació -sobretot tallant bona part de l'enforma heura que cobria l'edificació- l'indret, tasca que permeté evidenciar elements poc visibles abans del monument. Hi són urgentíssimes les obres de consolidació, com ha reclamat i denunciat l'esmentat grup.